# Joseph Quinaux
Joseph Quinaux (29 mars 1822 à Namur - 24 mai 1895 à Schaerbeek) est un artiste-peintre belge.

## Biographie
Formé par Ferdinand Marinus à l'académie de peinture de Namur, Joseph Quinaux y a été le condisciple de Jean-Baptiste Kindermans et de François Roffiaen. Familier des grandes expositions triennales d'Anvers, Bruxelles, Gand et Namur, il y présenta quantité d'œuvres inspirées par les paysages du Namurois et de l'Ardenne. En 1875, un Gué sur la Lesse , considéré comme son chef-d'œuvre, fut acquis par l'État belge pour le Musée de peinture national. L'année suivante, il fut chargé du cours de paysage à l'Académie des Beaux-Arts de Bruxelles où il enseigna jusqu'à sa mort, survenue à Schaerbeek, commune où il s'était fixé (avenue Rogier, 229) et dont une rue porte aujourd'hui son nom.